# Heilig Kruiskerk (Aken)
De Heilig Kruiskerk (Heilig Kreuz) is een rooms-katholiek kerkgebouw in Aken. De kerk werd in 1902 gewijd en bevindt zich aan de Pontstraße in de buurt van de Ponttor.

## Voorgeschiedenis
In de jaren 1363-1372 werd een kapel opgericht door Gerard von Bongard. Zijn vrouw schonk deze kapel aan de kruisheren, zodat zij zich ondanks financiële problemen in Aken konden vestigen. Tijdens een stadsbrand in 1656 werd de kapel tot op de buitenmuren verwoest. Het gebouw werd provisorisch hersteld met een nooddak, maar na de Vrede van Nijmegen begon het idee te rijpen om een nieuwe kerk te bouwen, temeer omdat de kerk ook intussen te klein was geworden. In 1683 werd begonnen met een nieuwbouw. Tussenkomst van oorlog en onrust droegen eraan bij dat het kerkgebouw pas op 17 juni 1770 voltooid werd.  

## De huidige kerk
Aan de bouw van de derde en huidige kerk ging een lange strijd vooraf over de vraag waar de plaats van de nieuwbouw moest plaatsvinden. De ruzie liep zo hoog op dat de pastoor zijn ambt neerlegde en zich liet overplaatsen. Uiteindelijk werd in 1898 de eerste steen gelegd; in 1902 volgde de inwijding. 
Nadat het gebouw tijdens de Tweede Wereldoorlog aanzienlijke beschadigingen had opgelopen, werd de kerk naderhand vrijwel identiek hersteld.
De kerk betreft een kruisvormige, drieschepige basiliek met een kort kerkschip. Bij de bouw werden Duitse en Franse elementen uit de hooggotiek toegepast. Het beperkte stuk bouwgrond liet weinig andere mogelijkheden voor de bouw. De gevel bestaat uit een voorhal met drie portalen, daarboven een groot venster met een stenen crucifix en de beelden van de Maagd Maria en Johannes de Doper. De tekst in de gevel "stat crux dum volvitur orbis" (het kruis staat vast, terwijl de wereld draait) is oorspronkelijk de lijfspreuk van de Kartuizers. in het bovenste deel van de gevel staat een beeld van de heilige Helena.  

## Kerkschat[1]
Op basis van de lange geschiedenis bezit de kerk talrijke kunstschatten. De kunstschatten vertegenwoordigen een tijdsbestek van de 15e tot de 20e eeuw. Noemenswaardig zijn onder meer:
- Een zilveren kelk met laatgotische ornamentiek uit het einde van de 15e eeuw. De buitenkant van de kelk is verguld en heeft kleine emaillen decoraties. In de kelk staat een latijnse tekst met de namen van de schenkers gegraveerd.
- Tot de kerkschat behoort ook een uit het jaar 1515 stammende 57,5 cm hoge monstrans.
- Een andere 72,2 cm hoge monstrans in rocaillestijl dateert uit het jaar 1754.
- Een fraai voorbeeld van 19e-eeuwse neogotische goudsmeedkunst is een kelk uit 1844 (zilver gedreven)
- De oudst bewaarde paramenten zijn twee dalmatieken uit 1740 en 1750.
- De kerkschat omvat tevens twee kostbare reliquiaria uit het midden van de 18e eeuw.
- Voorts is er nog een olieverfschilderij van de Heilige Familie uit het jaar 1657.

## Afbeeldingen

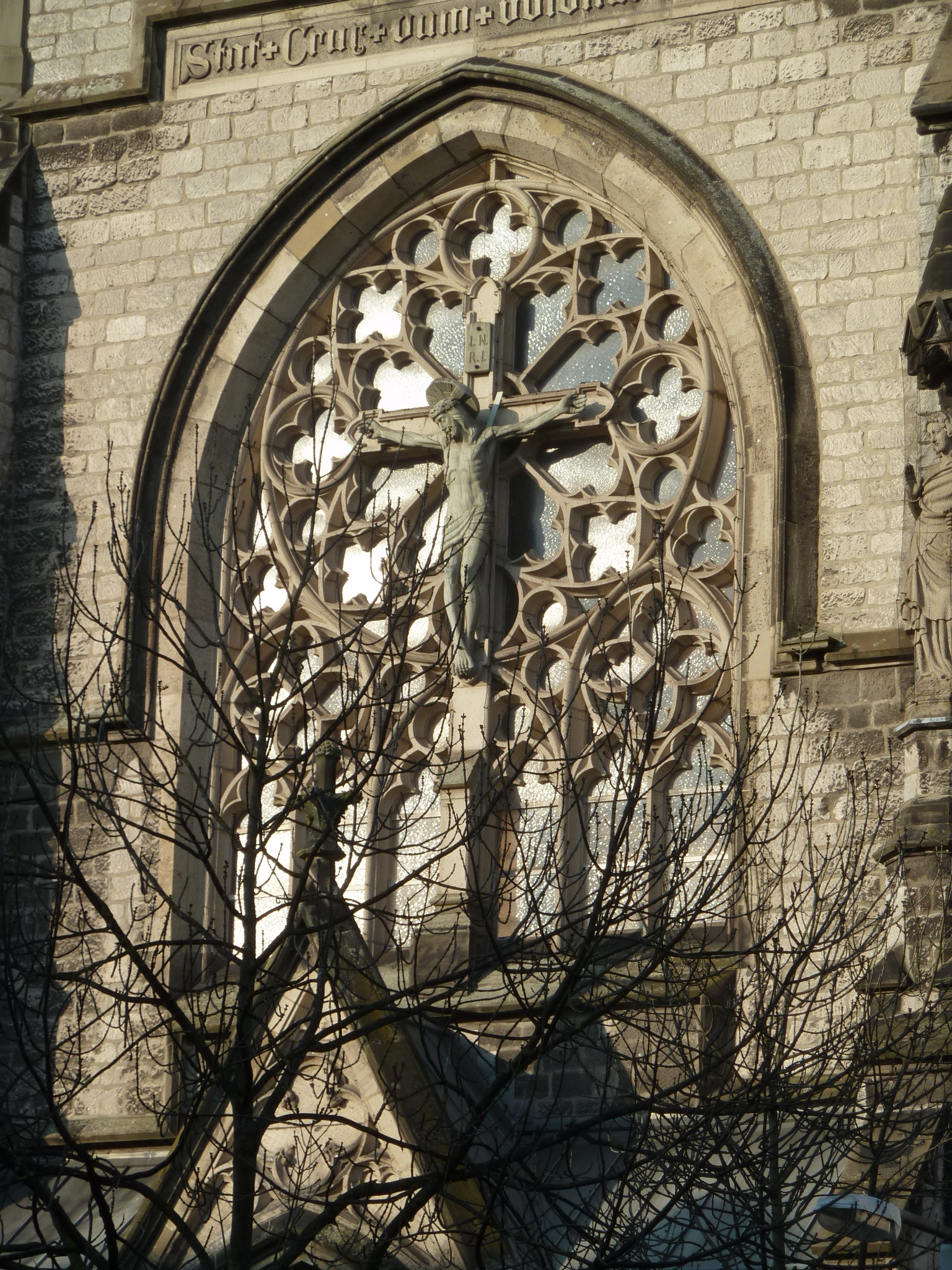
Maaswerkvenster
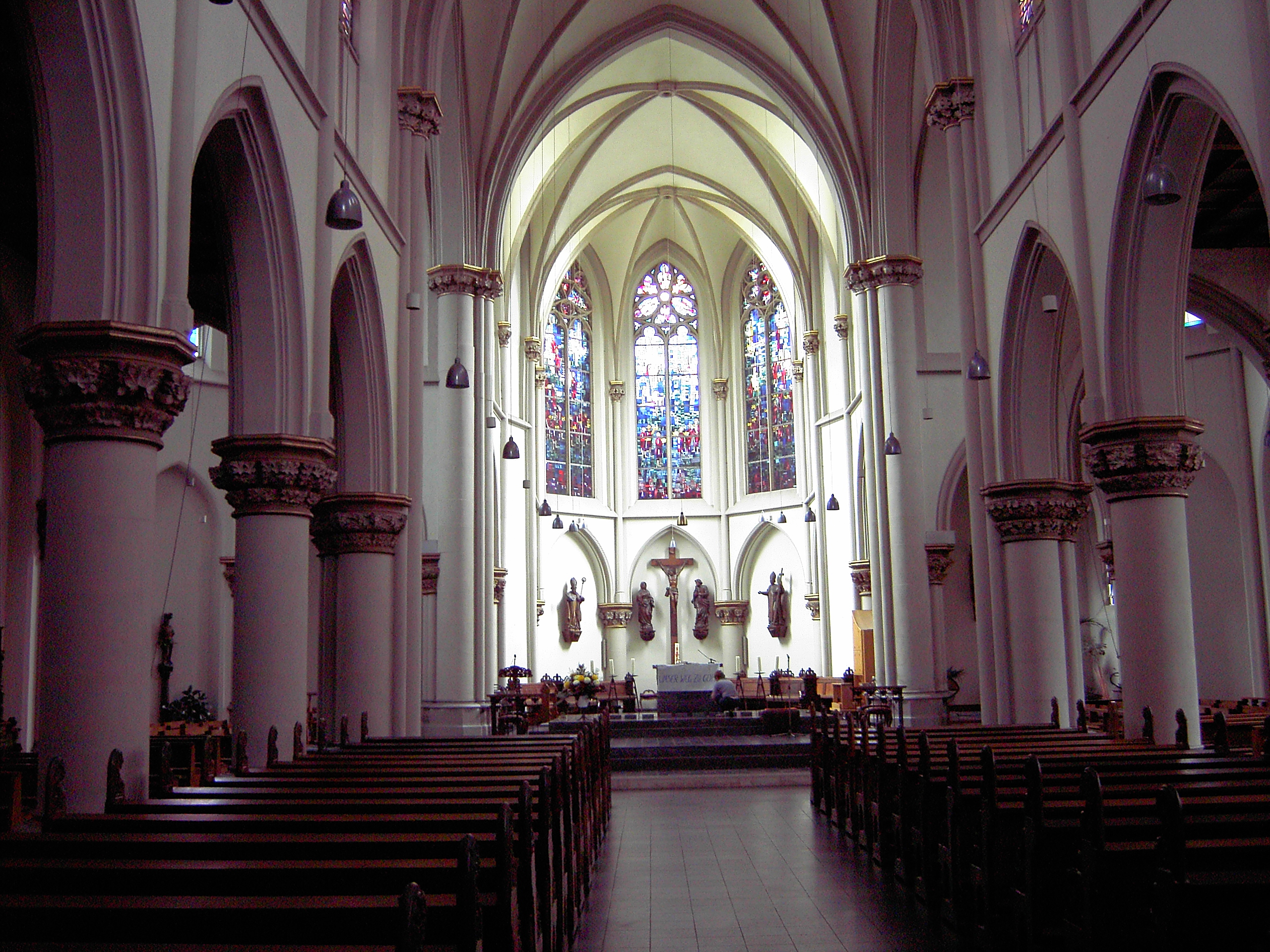
Interieur